# Korres
Korres ou Corres en espagnol, est un village ou commune faisant partie de la municipalité d'Arraia-Maeztu dans la province d'Alava dans la Communauté autonome basque.
Le village est regroupé avec d'autres communes dans la vallée de Laminoria et comptait en 2007, 25 habitants.